# Criança trocada

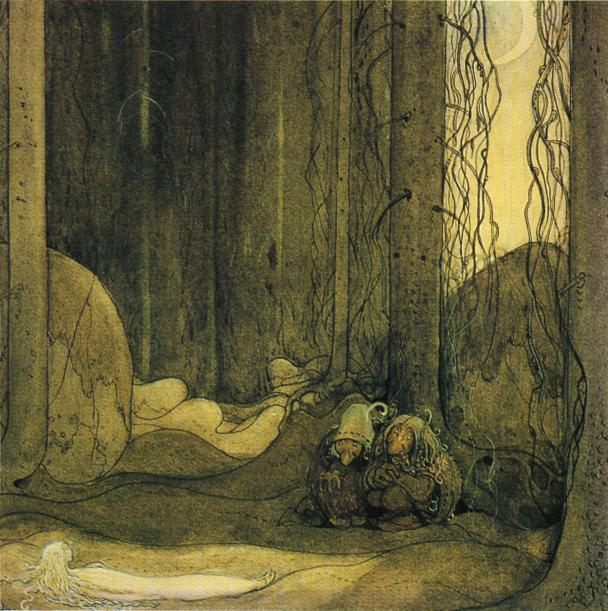
Trolls com a criança trocada que eles criaram, John Bauer, 1913.

Criança trocada, conhecida como changeling, é um ser mitológico presente em várias culturas da Europa que é definido como uma criatura (que pode ser filho de um gnomo ou fada) que é trocado por uma criança humana.